# Leon Żyrzyński
Leon Żyrzyński herbu Zadora – skarbnik stężycki w 1733 roku.
Podpisał pacta conventa Stanisława Leszczyńskiego w 1733 roku.